# Херман фон Нойенар Млади
Херман фон Нойенар Млади (на немски: Hermann von Neuenahr (Nuenar, a Nvenar, de Nova Aquila) der Jüngere; * (1514)/ 28 октомври 1520 вероятно в Мьорс; † 4 декември 1578 в Бедбург) е граф на Нойенар (1552 – 1578) и графство Мьорс (1552 – 1578), господар на Бедбург (Бедбур), Рьозберг, Крефелд, от 1555 до 1570 г. също регент на графство Лимбург и като опекун управител (Verweser) на наследствения фогтай Кьолн (1555 – 1570). Той е немски хуманистически образован държавник и помагач на реформацията на Долен Рейн.
Той е син на граф Вилхелм II фон Нойенар-Лимбург-Бедбург († 1552) и съпругата му Анна фон Вид-Мьорс († сл. 1528), господарка на Родемахерн (Родемак), наследничка на графство Мьорс, единствена дъщеря на Вилхелм III фон Рункел († 1526), граф на Вид-Изенбург, Мьорс, и графиня Маргарета фон Мьорс цу Мьорс († 1515).
Херман фон Нойенар не успява да получи наследството си в Графство Нойенар, но управлява успешно графството Мьорс. Той знае френски и латински.
Въпреки че е привърженик на протестнрството Херман фон Нойенар има добра връзка с императорите Карл V, който през 1554 г. му дава митата на Маас, и с Фердинанд I. Император Максимилиан II номинира Херман фон Нойенар 1566 г. на императорски съветник. Като наследствен наследствен дворцов майстер в Курфюрство Кьолн и дългогодишен управител на наследствения фогтай в Кьолн той има голямо влияние.
През 1534 г. император Карл V (1500 – 1558) планува неуспешно да ожени Херман фон Нойенар с императорската племенница Кристина Датска (1521 – 1590), вдовица на херцог Франческо II Сфорца (1495 – 1535) от Милано.
Херман фон Нойенар се жени на 16 юли 1538 г. за графиня Магдалена фон Насау-Диленбург (* 6 октомври 1522; † 18 август 1567), полусестра на Вилхелм Орански, дъщеря на граф Вилхелм „Богатия“ фон Насау-Диленбург (1487 – 1559) и първата му съпруга Валбурга д' Егмонт (1490 – 1529), дъщеря на Ян III от Егмонт. Бракът е бездетен.
След 1555 г. Херман фон Нойенар взема при себе си Амалия (1539 – 1602), по-късна курфюрстка на Пфалц, Магдалена (1550 – 1626), по-късна графиня на Текленбург, и Адолф (* ок. 1554; † 1589), децата на починалия си братовчед (2.град) граф Гумпрехт II фон Нойенар и Лимбург († 1555), при себе си в двореца в Мьорс и става техен опекун. До пълнолетието на племенника му Адолф 1570 г. той поема регентството в графство Лимбург и управлява вместо него Кьолнския наследствен фогтай.
Негова наследничка 1578 г. е сестра му Анна Валбурга фон Нойенар-Бедбур (* 1522; † 25 май 1600), омъжена на 29 януари 1546 г. за Филип IV де Монморанси-Нивел, граф на Хорн и Алтена (1518/1526 – 5 юни 1568, екзекутиран в Брюксел), и пр. 4 юли 1575 г. за граф Адолф фон Нойенар, бургграф на Кьолн (1554 – 1589).